# Sonny Anderson
Sonny Anderson da Silva Nilmar (ur. 19 września 1970 w Goiatubie) – brazylijski piłkarz występujący na pozycji napastnika. W przeszłości grał w takich zespołach jak Olympique Marsylia, AS Monaco, FC Barcelona i Olympique Lyon. Karierę zakończył w 2006 roku w katarskim klubie Al-Gharrafa. 11 maja 2007 roku w Lyonie odbył się towarzyski mecz jubileuszowy Andersona pomiędzy Olympique Lyon i drużyną złożoną z przyjaciół piłkarza, który zakończył się wynikiem 3:5. Anderson zagrał w obydwu drużynach po 45 minut, a dla zespołu swoich przyjaciół strzelił hat-tricka. Obecnie pracuje jako asystent trenera w klubie Neuchâtel Xamax.

## Sukcesy
Drużynowe
- Mistrz Brazylii 1989 z Vasco da Gama
- Mistrz Szwajcarii 1994 z Servette FC
- Mistrz Francji: 1997 z Monaco, 2002 i 2003 z Lyonem
- Mistrz Hiszpanii 1998 i 1999 z Barceloną
- Superpuchar Europy 1997 z Barceloną
- Puchar Króla Hiszpanii 1998 z Barceloną
- Puchar Ligi Francuskiej 2001 z Lyonem
- Superpuchar Francji 2002 z Lyonem
- Puchar Intertoto 2004 z Villarrealem

Indywidualne
- Król strzelców ligi szwajcarskiej 1993
- Król strzelców ligi francuskiej 1996, 2000 i 2001
- Król strzelców ligi katarskiej 2005